# Pascal Wehrlein
Pascal Wehrlein (* 18. října 1994, Sigmaringen, Německo) je německý automobilový závodník a bývalý pilot Formule 1, který závodil za týmy Manor a Sauber. V současnosti působí ve Formuli E. Po matce je mauricijského původu. Ve svých začátcích závodil v DTM, kde se stal ve svých devatenácti letech nejmladším vítězem závodu. V roce 2015 ve svých dvaceti letech získal titul v DTM.
V roce 2016 podepsal smlouvu s týmem Manor. Při Grand Prix Rakouska získal svůj první bod ve Formuli 1. V roce 2017 nastoupil za tým Sauber, kde získal 5 bodů. Pro sezónu 2018 byl v týmu nahrazen.

## Kariéra

### Formule 1

#### Manor (2016)
V roce 2016 si Wehrlein odbyl svůj debut ve Formuli 1 za tým Manor. Číslo vozu si zvolil 94 podle roku narození. V této sezóně získal jediný bod při Grand Prix Rakouska.

#### Sauber (2017)
Dne 16. ledna 2017 podepsal Wehrlein smlouvu s týmem Sauber. V předsezónních testech měl těžkou havárii, kvůli které nenastoupil do prvních dvou závodů, kde ho nahradil Antonio Giovinazzi. Za celou sezónu získal pouhých 5 bodů a to za osmé místo při Grand Prix Španělska a za desáté místo při Grand Prix Ázerbájdžánu. V sezóně 2018 ho v týmu nahradil Charles Leclerc.

### Formule E

#### 2018/19
Pascal Wehrlein jezdil v sezóně 2018/19 pro tým Mahindra Racing. Své jediné pole position získal při EPrix Mexika. Jeho nejlepším umístěním bylo druhé místo v EPrix Santiaga. Celkově se umístil na 12. místě.

#### 2019/20
I v následující sezóně působil Wehrlein u týmu Mahindra Racing. Jediné body získal při EPrix Santiaga a EPrix Mexico City.
8. června Wehrlein oznámil, že s okamžitou platností opouští tým Mahindra Racing. Nahradil ho Alex Lynn.

## Kompletní výsledky
| Legenda k tabulce | Legenda k tabulce                                                                       |
| Barva             | Výsledek                                                                                |
| ----------------- | --------------------------------------------------------------------------------------- |
| Zlatá             | Vítěz                                                                                   |
| Stříbrná          | 2. místo                                                                                |
| Bronzová          | 3. místo                                                                                |
| Zelená            | Bodované umístění                                                                       |
| Modrá             | Nebodované umístění                                                                     |
| Modrá             | Dokončil neklasifikován (NC)                                                            |
| Fialová           | Odstoupil (Ret)                                                                         |
| Červená           | Nekvalifikoval se (DNQ)                                                                 |
| Červená           | Nepředkvalifikoval se (DNPQ)                                                            |
| Černá             | Diskvalifikován (DSQ)                                                                   |
| Bílá              | Nestartoval (DNS)                                                                       |
| Bílá              | Závod zrušen (C)                                                                        |
| Světle modrá      | Pouze trénoval (PO)                                                                     |
| Světle modrá      | Páteční testovací jezdec (TD)                                                           |
| Bez barvy         | Netrénoval (DNP)                                                                        |
| Bez barvy         | Vyřazen (EX)                                                                            |
| Bez barvy         | Nepřijel (DNA)                                                                          |
| Bez barvy         | Odvolal účast (WD)                                                                      |
| Bez barvy         | Nezúčastnil se (prázdné)                                                                |
| Označení          | Význam                                                                                  |
| Tučnost           | Pole position                                                                           |
| Kurzíva           | Nejrychlejší kolo                                                                       |
| †                 | Jezdec nedojel do cíle, ale byl klasifikován, protože odjel více než 90 % délky závodu. |
| ‡                 | Byl udělován poloviční počet bodů, protože bylo odjeto méně než 75 % délky závodu.      |
| Horní index       | Umístění bodujících jezdců ve sprintu                                                   |

### Formule 1
| Rok  | Tým              | Šasi        | Motor                | 1      | 2      | 3      | 4      | 5      | 6       | 7      | 8       | 9      | 10      | 11     | 12      | 13      | 14      | 15     | 16     | 17      | 18     | 19      | 20     | 21     | Body | Umístění  |
| ---- | ---------------- | ----------- | -------------------- | ------ | ------ | ------ | ------ | ------ | ------- | ------ | ------- | ------ | ------- | ------ | ------- | ------- | ------- | ------ | ------ | ------- | ------ | ------- | ------ | ------ | ---- | --------- |
| 2016 | Manor Racing MRT | Manor MRT05 | Mercedes PU106C      | AUS 16 | BHR 13 | CHN 18 | RUS 18 | ESP 16 | MON 14  | CAN 17 | EUR Ret | AUT 10 | GBR Ret | HUN 19 | GER 17  | BEL Ret | ITA Ret | SIN 16 | MAL 15 | JPN 22  | USA 17 | MEX Ret | BRA 15 | ABU 14 | 1    | 19. místo |
| 2017 | Sauber F1 Team   | Sauber C36  | Ferrari 061 1.6 V6 t | AUS WD | CHN    | BHR 11 | RUS 16 | ESP 8  | MON Ret | CAN 15 | AZE 10  | AUT 14 | GBR 17  | HUN 15 | BEL Ret | ITA 16  | SIN 12  | MAL 17 | JPN 15 | USA Ret | MEX 14 | BRA 14  | ABU 14 |        | 5    | 18. místo |

### Formule E
| Rok     | Tým             | Šasi           | Pohonná jednotka   | 1      | 2       | 3     | 4     | 5       | 6     | 7      | 8      | 9     | 10     | 11      | 12    | 13     | Body | Umístění  |
| ------- | --------------- | -------------- | ------------------ | ------ | ------- | ----- | ----- | ------- | ----- | ------ | ------ | ----- | ------ | ------- | ----- | ------ | ---- | --------- |
| 2018–19 | Mahindra Racing | Spark SRT05e   | Mahindra M5Electro | ADR    | MAR Ret | SAN 2 | MEX 6 | HKG Ret | SNY 7 | ROM 10 | PAR 10 | MON 4 | BER 10 | BRN Ret | NYC 7 | NYC 12 | 58   | 12. místo |
| 2019–20 | Mahindra Racing | Spark-Mahindra | Mahindra M6Electro | ADR 11 | ADR 15  | SAN 4 | MEX 9 | MRK 22  | BER   | BER    | BER    | BER   | BER    | BER     |       |        | 14   | 18. místo |